# 陳恆明
陳恆明（1955年—），臺灣嘉義縣六腳鄉灣北村人，新興宗教飛碟會創始人，以在1999年預言世界末日轟動一時。

## 生平
國立政治大學三民主義研究所碩士，約1989年開始在嘉南藥專教授國父思想。在任教期間，曾經失蹤七天，回來之後自認為獲得了「上帝的啟示」，陳恆明就開始他自創的宗教活動，成立「中國靈魂光研究會」，創辦「臺灣上帝救渡眾生寺」，又改稱「上帝拯救地球飛碟會」，一般都簡稱為「飛碟會」，信眾也稱自己為「真道教會」。
陳恆明有一次在洛杉磯上空看到電影《007》新片廣告，自認前兩個0表示人類世界已完成第五、六度空間的重組與轉換，7則代表神宣告第七次核大戰即將來臨，認為世界末日將要來臨。他主張在1998年3月25日晚間，上帝將出現在美國電視頻道向世人傳道，也會在3月31日降臨地球。1998年，陳恆明與信眾去德州達拉斯近郊加蘭市等待預言成真。當年3月25日記者會上，陳恆明說他手上戴的戒指就是和外星通訊的接收器。預言失靈後，信徒散盡。，九二一地震之後，他曾回到台灣「調整磁場」並接受了華視採訪，並表示堅信他所碰到的一切。

## 著作
- 《神佛世界的實證研究：上帝的救贖與栽培》
- 《上帝駕駛飛碟降臨地球拯救》（美國自費出版/1999）